# Динамо (футбольный клуб, Брянск)
«Дина́мо» — российский футбольный клуб из Брянска, основанный в 1931 году. Домашний стадион — «Динамо» (вместимостью 10 100 зрителей).

## История

### 1931—1959: «Динамо-УВД»
Идея о создании в Брянске динамовской команды принадлежит сотрудникам Объединённого государственного политического управления Григорию Пимашкину и Андрею Адамовичу. Датой основания клуба считается 9 июля 1931 года. Эту дату связывают с днём проведения первой тренировки команды.
Брянское «Динамо» выступало в Лиге Западных Областей. В те годы принципиальным соперником было смоленское «Динамо». В 1932 году коллектив совершал турне по Баку, где предстояла серия из трёх матчей с ведущими командами города. В первом матче брянцы одержали победу с минимальным счётом, во втором — боевая ничья 3:3, а третий матч был отменён из-за плохих погодных условий. До 1936 года «Динамо» было среди лидеров своей зоны, особо ярким выдался год 1933, когда динамовцы камень на камне не оставляли от своих соперников из Смоленска, Минска, Киева, Одессы, Днепропетровска, Ленинграда. В тот боевитый состав входили такие игроки как Пимашкин, Николаевский, Шариков, Логинов, Баранов, Сомвилов, Журавский, Козелков, Борисевич, Москаленко и Андреев. Успешные выступления продолжались до тех пор, пока Брянск не был включён в Орловскую область, тогда клуб и утратил лидирующие позиции вплоть до начала Великой Отечественной войны, когда клуб был расформирован.
После 1945 года «Динамо» было возрождено, и стало лидером во вновь созданной Брянской области. В первом послевоенном сезоне 1946 клуб занял третье место в соревновании футбольных коллективов Брянской области. В 1947 году был завоёван кубок области. В сезоне 1948 брянское «Динамо» участвовало в чемпионате РСФСР, в своей зоне брянская команда заняла второе место, уступив одноклубникам из соседнего Смоленска чемпионство. А через год динамовцы смогли набрать всего 8 очков в турнирной таблице среди 11 клубов, и заняв тем самым последнее место, одержав победу только единожды. Плохие результаты можно объяснить тем, что в клубе происходила смена поколений. Постепенно, вместо опытных возрастных игроков приходили молодые игроки, которым не по силам было справиться с футбольными командами уровня национального первенства.
Четыре сезона подряд, с 1955 по 1958 годы, брянские динамовцы становятся серебряными призёрами, а чемпионским был сезон 1959, когда клуб выиграл Чемпионат Брянской области.

### 1960—1991

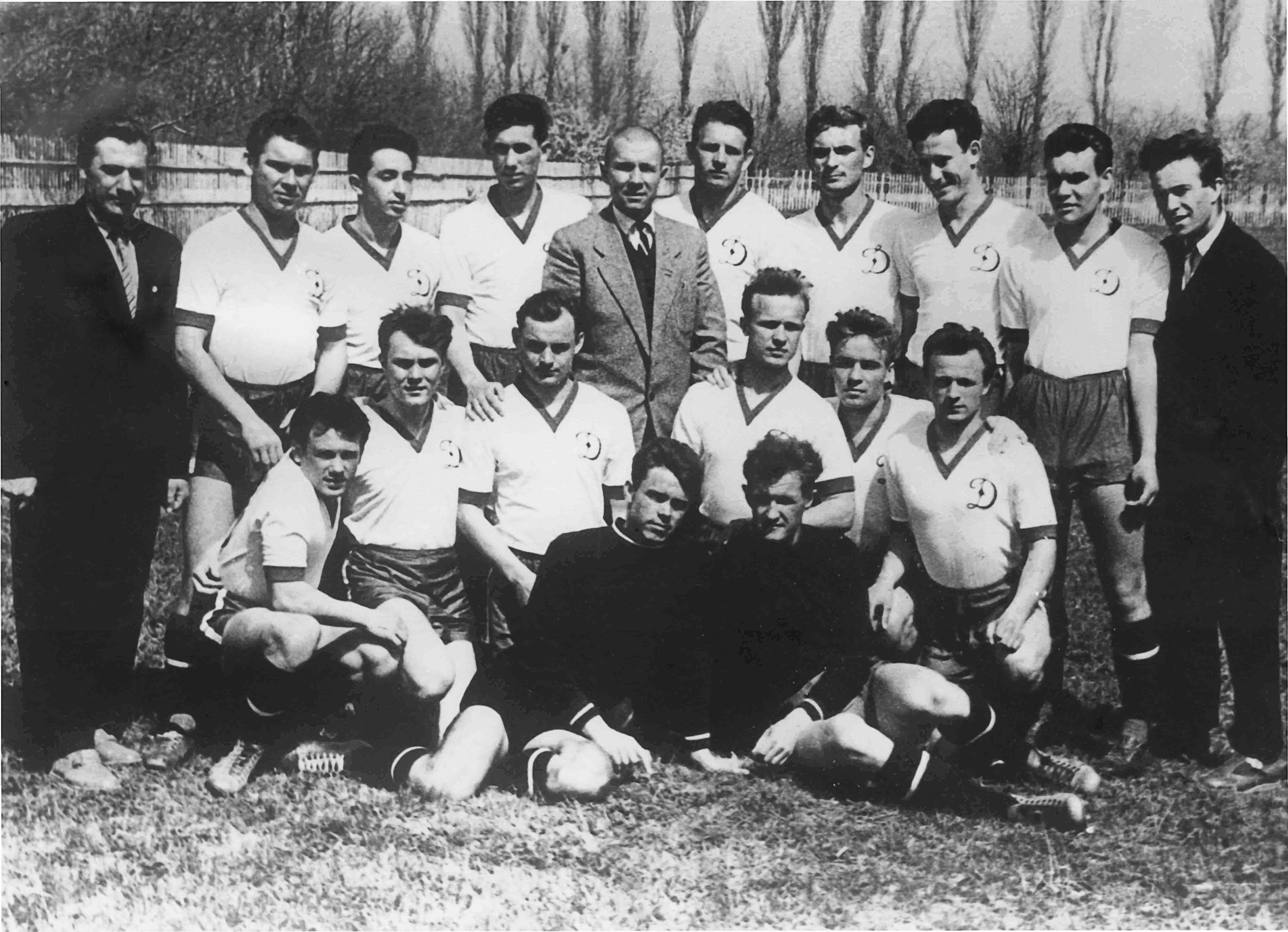
Состав «Динамо» 1960 года (слева направо): тренер И. Мочанис, Э. Мордасов, В. Бородицкий, Ю. Свиридов, ст. тренер И. Бизюков, В. Кузин, Ю. Киселёв, А. Басин, Г. Карпасов, администратор Г. Орлов; снизу: В. Бабаков, Б. Никифоров, Б. Мишакин, А. Иванин, С. Кухарев, В. Жуков; вратари: А Сафронов, А. Якубов

Успех 1959 года позволил команде в 1960 году участвовать в Чемпионате Класса «Б». К дебютному сезону клуба в большом футболе нужно было скомплектовать состав, который бы позволил ФСО «Динамо» закрепиться во втором футбольном эшелоне страны. На просмотр были приглашены лучшие футболисты ведущих команд области. 2 мая 1960 года «Динамо» проводило свой первый матч в гостях у тамбовского «Спартака», также впервые выступающего в Классе «Б». В этой встрече сильнее оказалась приезжая команда. Голы на счету Валентина Бабакова и Сергея Кухарева, а свои ворота сохранили не распечатанными. К следующей игре команда с двумя очками в активе отправилась в Воронеж на встречу с сильной командой «Труд». И в этом матче брянцы не знают поражения — 1:1. А 21 мая зрители на стадионе «Динамо» в Брянске лицезрели первый домашний матч команды на новом уровне с командой «Ракета» из Горького, занимающей третье место после двух туров. Но первая домашняя игра сезона была проиграна 0:2. После домашнего поражения «Динамо» уступило 0:3 новгородскому клубу «Ильмень» и «Шахтёру» из Сталиногорска. Затем в Калуге с помощью голов Кузерина и Иванова был обыгран местный «Спутник». В том сезоне подопечные Ильи Бизюкова заняли предпоследнее 15 место. Последний матч круга бело-голубые проводили дома против середняка лиги, калининградской «Балтики», зрители увидели пять безответных голов в ворота родной команды. Итогом первого круга стало 13 место в турнирной таблице. Второй круг сложился ещё плачевней, хотя начало у снине-белые вновь выдалось удачным. С минимальным счётом повержен тамбовский «Спартак» и две ничьи с воронежским «Трудом» и липецким клубом «Трудовые резервы» с одинаковым счётом 1:1. Но последующие выездные матчи с «Ракетой», тульским «Трудом» и ленинградским «Спартаком» усугубили и без того сложное положение клуба. Таким образом, дебют «Динамо» в Классе «Б» закончился для брянцев на предпоследнем 15 месте.
Первая международная встреча в товарищеском матче 30 июля 1960 года проходила на брянском стадионе, соперником был клуб «СОНП» из чехословацкого города Кладно. Несмотря на то, что местная команда играла на своём домашнем стадионе, динамовский клуб был разгромлен с неприлично крупным счётом 1:6. Единственный гол за сине-белых забил Виктор Толкачёв.
В этом году на домашней товарищеской игре были обыграны одноклубники из столицы, в упорной борьбе брянцы одержали победу со счётом 4:3, по голу забили Бабаков, Иванин, Кухарев и Свиридов.
В сезоне 1961 у руля динамовцев встал Иван Соловьёв, также возглавлявший на протяжении долгого времени клуб «Дзержинец» из Бежицы. Под его началом брянский коллектив занял в этом сезоне 9 место из 13. В третьем сезоне для сине-белых в классе «Б» закончился 13 местом, а со следующего сезона эта лига вследствие реформ являлась дивизионом третьего уровня. В 1967 году команда заняла первое место в классе «Б», а в квалификационном раунде «Динамо» заняло пятое место. Возвращение во второй дивизион Советского Союза состоялся в сезоне 1968, когда брянское «Динамо» вышло во вторую группу класса «А», став чемпионом своей зоны и выступив удачно в финальных групповых стадиях. Однако, ввиду постоянных перемен в сфере футбольной системы лиг СССР, класс «А», в котором брянский клуб «Динамо» завершил выступление расположившись на шестой снизу, 14 строчке, с сезона 1970 года уже считалась эшелоном рангом ниже. В 1971—1991 годах клуб представлял Брянск во Второй советской лиге, в котором выступал с переменным успехом. Наивысшим достижением за эти 20 лет можно отметить победу, датированную 1985 годом в первой зоне, но в финальном групповом турнире команда заняла последнее 4 место. Но неудач за 2 десятка сезона было всё же больше, чем успехов. Два сезона подряд 1976 и 1977 брянцы замыкают турнирную таблицу на 21 месте, а через 2 сезона, уже в 1980 году клуб снова оказывается последним, но уже в составе лиги из 18 футбольных коллективов.

### 1992—2003
После распада СССР брянское «Динамо» начало выступать во Второй лиге. В 1992 и 1993 годах команда заняла 14-е и 15-е места соответственно, последний результат означал, что клуб в следующем сезоне будет выступать в Третьей лиге. В четвёртом по силе дивизионе страны брянская команда провела 4 сезона подряд. Сезоны 1995 и 1996 брянцы заканчивали чемпионат на 5-й позиции, а в 1997, завершив первенство на 13-м месте, вследствие реформации Второй лиги, «Динамо» снова играет во Втором дивизионе. Свой дебютный сезон после четырёхлетнего отсутствия, команда провела неудачно, обосновавшись внизу турнирной таблицы. Следующие 5 сезонов коллектив из Брянска провёл ударно. В 1999 году в клубе произошли серьёзные изменения. В этом сезон в стан сине-белых пришло множество игроков из брянского «Спартака» (который в этом же году канул в лету), в том числе Вячеслав Новиков и другие её лидеры. Этот сезон команда закончила в группе лидеров, на 5-м месте. Этот сезон во многом стал переломным для команды, в следующем году брянцы становятся серебряными призёрами, уступив первое место «Химкам» 2 очка. А в следующих двух годах «Динамо» немного сбавило темп, но всё же осталось в лидерах, заняв 3-е место в 2001-м и 4-е в 2002-м. В 2003 году брянское «Динамо» вступило в сезон полное намерениями впервые в истории выйти в Первый дивизион Российского первенства. На протяжении всего сезона за путёвку на повышение боролись три клуба: брянское «Динамо», белгородская «Салют-Энергия» и «Орёл». Этот сезон «Динамо» закончило сезон на вершине турнирной таблицы зоны «Центр», набрав одинаковое количество очков с командой «Орёл». Несмотря на превосходство в количестве побед в первенстве над «Орлом» и в личных встречах, где брянцы в 14-м туре переиграли соседей дома 2:0, и в Орле в дерби с таким же счётом, победитель был определён в «Золотом матче» в Туле, где сине-белые проиграли 1:2. После победы в этом межкомандном соревновании «Орёл» продвинулся в Первый дивизион, однако после исключения из числа членов ПФЛ петербургского «Динамо», брянское «Динамо», как команда, занявшая второе место, также было продвинуто в Первый дивизион, заняв место петербуржцев.

### 2004—2012
В этом году динамовский клуб дебютировал в Первом дивизионе российского футбола. У брянской команды, на тот момент, подобный опыт выступления во второй по силе лиге был впервые после сезона 1969. Перед клубом была поставлена задача войти в десятку лучших команд Первой лиги, но сезон завершили на 15 месте. Этот результат сохранил команде прописку в дивизионе. Следующие три сезона сине-белые только прибавляли в своей мощи. В 2005 «Динамо», как и год назад, обосновалось в середине турнирной таблицы, продвинувшись вперёд лишь на 2 строчки. А в 2006—2007 годах клуб финишировал на 9 и 8 местах соответственно. В сезоне 2007 брянская команда также добилась успеха и в национальном кубке. Клуб в 1/4 финала обыграл «Ростов» и вышел в полуфинал, где уступил столичному клубу «Москва» (1:1 дома и 0:1 на выезде). Вскоре, после кубкового успеха, президент РФС Виталий Мутко лично вручил удостоверения мастеров спорта 14 игрокам.
Следующий год для брянского коллектива завершился полным провалом, закончив сезон 2008 на предпоследнем, 21 месте в Первой дивизиона, клуб перешёл в зону «Центр» Второго дивизиона.
В сезоне 2009 года «Динамо» заняло второе место с лучшими показателями среди вторых мест всех пяти зон, но на предложение вернуться в Первую лигу вместо выбывшего «Витязя» руководство динамовцев ответило отказом. В межсезонье главным тренером команды вновь стал Софербий Ешугов. Состав участников первого дивизиона в 2010 году был утверждён с учётом отказа выступать в первом дивизионе подольского клуба и перехода в Премьер-Лигу владикавказской «Алании», которых заменили в соответствии с регламентом «Ротор» из Волгограда и «Динамо». Таким образом, команда в 2010 году выступает в Первом дивизионе ПФЛ.
По результатам первой половины чемпионата «Динамо» занимало последнее, 20 место, в мае Ешугов был уволен, новым главным тренером команды стал Сергей Овчинников. В межсезонье Овчинников кардинально изменил состав команды: 10 футболистов покинули команду, 12 игроков были дозаявлены, в их числе оказались вратарь Вениамин Мандрыкин, полузащитники Бранислав Крунич, Максим Ромащенко, а также ряд игроков «Локомотива» и «Спартака», не входящие в основной состав. Руководством клуба озвучена задача в течение трёх лет выйти из Первого дивизиона в Премьер-Лигу. 16 сентября 2010 года Сергей Овчинников подал в отставку, его место занял Александр Смирнов, сохранивший команду в лиге.
Сезон 2011/2012 в ФНЛ начался для команды неудачно и 20 мая 2011 года по обоюдному согласию Александр Смирнов расторг контракт с клубом. 25 мая 2011 года тренером «Динамо» стал уроженец Брянска, известный футбольный специалист Валерий Петраков, срок соглашения был рассчитан на 3 года. Под его руководством «Динамо» продолжило неудачно выступать в первенстве, завершив первый круг внизу таблицы. В начале 2012 года «Динамо-Брянск» первым из команд ФНЛ обзавёлся официальной страничкой в твиттере. Несмотря на такое положение клуба после первой половины первой стадии, команда сумела войти в ТОП-8 команд лиги после двух кругов, а в борьбе за выход в Премьер-Лигу команда заняло 5-е место — наивысший результат за более чем 80-летнюю историю.
28 июня 2012 года, за 10 дней до начала игр нового сезона чемпионата ФНЛ, апелляционный комитет РФС отозвал лицензию у ФК «Динамо-Брянск», таким образом клуб покинул Футбольную национальную лигу. Ещё зимой 2011/12 в руководстве компании «Энергострим» — являвшимся генеральным спонсора клуба — произошли изменения, было сокращено финансирование клуба, у клуба появились долги, ставшие причиной отзыва лицензии.

### С 2012
6 июля 2012 года команда заявилась на участие в Первенстве России по футболу Третьего дивизиона зона «Черноземье» под названием «Динамо ДЮСШ». 27 декабря 2012 года было сообщено о переименовании клуба, из названия была исключена приставка «ДЮСШ». 14 мая 2013 года в Москве прошло заседание аттестационной комиссии Профессиональной футбольной лиги. По его итогам клуб «Динамо-Брянск» получил право на участие в чемпионате второго дивизиона российского футбола в сезоне 2013/2014. 8 июня 2013 года в 30 туре, разгромив на своём поле дублёров курского «Авангарда» со счётом 4:1, «Динамо» заняло первое место в турнирной таблице, став чемпионом Третьего дивизиона в зоне «Черноземье» сезона 2012/2013. Победа гарантировала команде выход во Второй дивизион по спортивному принципу.
По итогам сезона 2013/2014 в зоне «Центр» Второго дивизиона «Динамо» заняло 5-е место.
На протяжении сезона 2014/2015 команда демонстрировала преимущественно интересный, остроатакующий футбол, однако этого далеко не всегда хватало для итоговой победы в каждом конкретном матче. В конечном итоге в 30-ти турах были одержаны 9 побед (из них 6 на выезде, одна крупная дома и одна техническая). В пяти из восьми победных матчей командой было забито 2 и более мяча. 11 раз была зафиксирована ничья и 10 раз команда проиграла. Однако проигрыш в 2 мяча был зафиксирован лишь однажды (во 2-м туре после домашней встречи с будущим чемпионом зоны «Центр» воронежским «Факелом», итоговый счёт — 1:3). В остальных 9-ти проигранных матчах «Динамо» уступило с разницей не более чем в один мяч, причём шесть матчей из девяти закончились с одинаковым счётом 0:1, в остальных трёх матчах (все на выезде) команда забивала один либо два мяча. Сезон 2014/15 «Динамо» завершило на 10-м месте в турнирной таблице зоны «Центр» Второго дивизиона.
В сезоне 2015/16 клуб выиграл 8 матчей, 7 сыграл вничью и 11 встреч команда проиграла, завершив сезон на 9-м месте зоны «Центр» Второго дивизиона. В матчах «Динамо» забило 22, а пропустило 25 мячей (разница −3).
Сезон 2016/2017 динамовцы закончили на том же 9-м месте, выиграв 8 матчей, сыграв 6 игр вничью и проиграв 10 встреч.
14 июня 2017 года было официально объявлено о новом главном тренере «Сине-белых». Им стал Софербий Ешугов, ранее руководивший командой с 2005—2007 годы и в 2010 году. Показательно то, что именно с этим тренером в сезоне 2006/2007, «Динамо» дошло до 1/2 финала Кубка России по футболу 2006/2007.
20 февраля 2018 года главным тренером стал Александр Горбачёв, который уже работал в тренерском штабе «Динамо» в сезоне 2009, когда команда заняла 2 место во Втором дивизионе и вышла в Первый дивизион.
Сезон 2017/2018 команда завершила на 10-м месте, одержав победу в 10 играх, сыграв 4 встречи вничью и проиграв в 12 матчах.

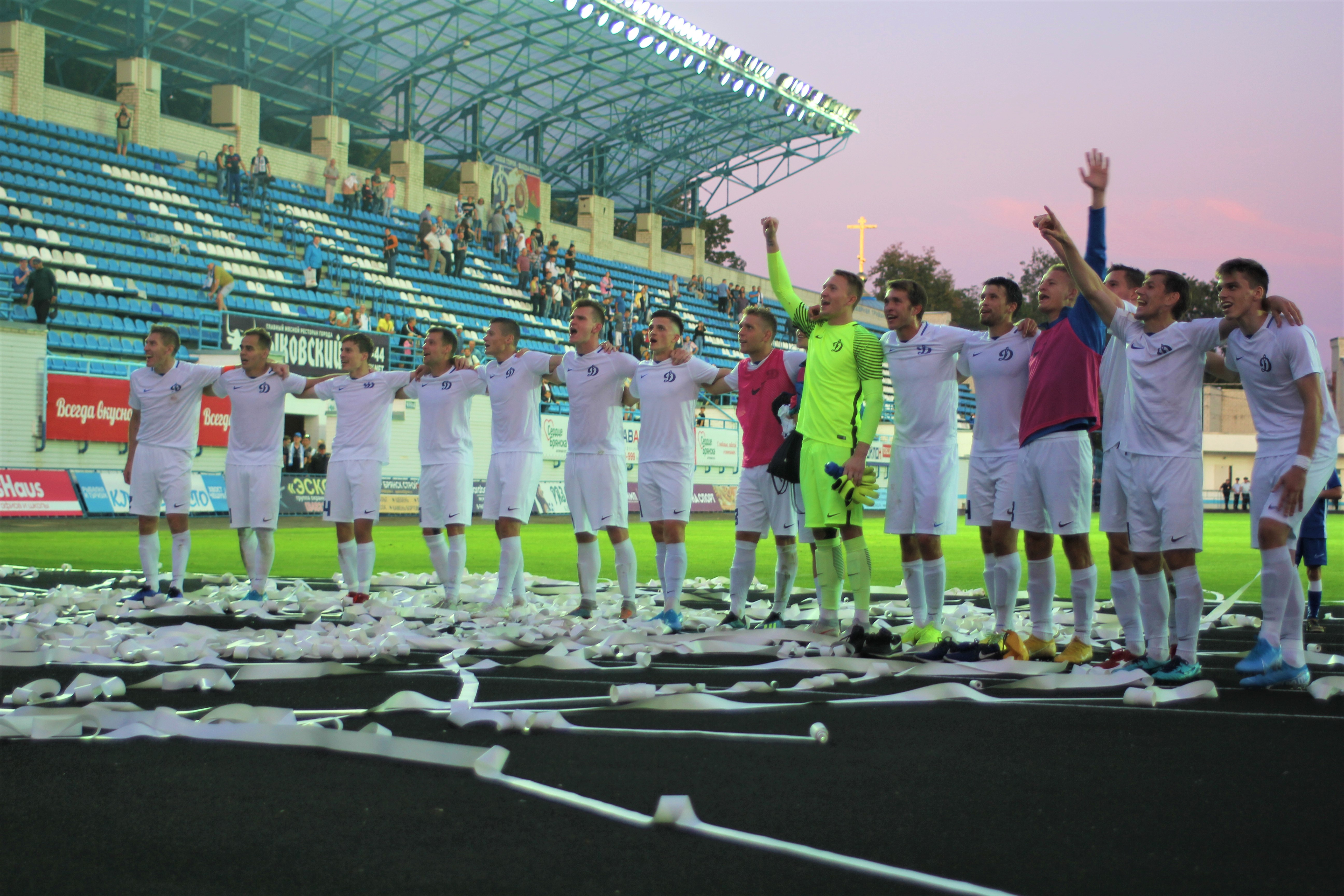
Последний матч в сезоне 2019/20

В сезоне 2018/2019 «Динамо» заняло 4-е место (15 побед, 3 ничьи, 8 поражений). По ходу сезона была оформлена 15-матчевая беспроигрышная серия (13 побед и 2 ничьи), продолжавшаяся с 11-го по предпоследний, 25-й тур первенства.
Сезон 2019/2020 из-за пандемии COVID-19 был завершён досрочно по состоянию на 17 марта 2020 года. Брянская команда заняла первое место с 39 очками в турнирной таблице (12 побед, 3 ничьи, 2 поражения) и таким образом вышла в ФНЛ. «Динамо» удерживало первую строчку таблицы с 3-го тура до конца сезона, уступив лидерство лишь в 11-м туре саратовскому «Соколу».
По ходу сезона 2020/21 первенства ФНЛ в клубе произошёл скандал, связанный с подменой результатов теста на коронавирус работниками клуба, в результате чего с клуба сняли девять очков. По итогам сезона «Динамо» заняло двадцатое место и вылетело во второй дивизион ФНЛ.
В сезоне 2021/2022 во втором дивизионе ФНЛ группе 3, «Динамо-Брянск» в своей подгруппе заняло 2-е место, что позволило продолжить борьбу за медали и выход в Первую лигу весной с сохранением «золотых» очков, полученных в результате сыгранных матчей с командами топ-6 своей подгруппы. В ходе весенней части чемпионата «Динамо» лишь в последнем туре обеспечило себе бронзовые медали чемпионата, обыграв дома «Пересвет» со счётом 2:0.
Сезон 2022/2023 сложился для «Динамо-Брянск» весьма удачно. Во Второй лиге группе 3 команда, возглавляемая Александром Фомичёвым, уверенно заняла 1-е место, и при сохранении «золотых» очков по итогу всего чемпионата, получила серебряные медали. Саратовский «Сокол», который стал чемпионом дивизиона, по ходу весенней части сезона был обыгран брянскими футболистами оба раза. После реформы Кубка России «сине-белые» сумели пройти в Пути регионов такие команды как обнинский «Квант», «Строгино» и тульский «Арсенал», оступившись лишь на футбольном клубе «Уфа». В конце сезона 2022/2023 стало известно о новой реформе Второй лиги на лигу А и Б, а также на разделение в «Серебряную» и «Золотую» группу. Таким образом, исходя из высоких результатов прошедшего сезона, «Динамо» начало сезон 2023/2024 во второй лиге А «Золотой» группы.
Форма «Динамо» в 2015 году
| 2015 · Домашняя | 2015 · Выездная | 2015 · Резервная | 2015 · Вратарская | 2015 · Вратарская |

### Цвета
| Синий | Белый |

## Гимн клуба
Автором гимна брянского «Динамо» является российский певец Александр Барыкин. Впервые он исполнил его 5 апреля 2006 года перед началом первого домашнего матча в сезоне, в дерби с «Орлом», на заполненном брянском стадионе. Эта встреча принципиальных соперников закончилась победой брянского клуба, а также этот матч стал самой посещаемой домашней встречей команды на стадионе «Динамо» после реконструкции в 2004 году. Матч посетило около 10000 болельщиков. Домашние матчи «Динамо-Брянск» регулярно начинаются с этого гимна.

## История выступлений
- В официальных соревнованиях выступает с 1960 года.

### Первенство СССР
| Сезон | Место   | И  | В  | Н  | П  | Голы    | О  | Лига                                | Тренер              |
| ----- | ------- | -- | -- | -- | -- | ------- | -- | ----------------------------------- | ------------------- |
| 1960  | 15 (16) | 30 | 7  | 6  | 17 | 32 — 64 | 20 | Класс «Б», I зона РСФСР             | Илья Бизюков        |
| 1961  | 9 (13)  | 24 | 8  | 4  | 12 | 31 — 47 | 20 | Класс «Б», I зона РСФСР             | Иван Соловьёв       |
| 1962  | 13 (17) | 32 | 7  | 10 | 15 | 32 — 43 | 24 | Класс «Б», I зона РСФСР             | Иван Соловьёв       |
| 1963  | 8 (16)  | 30 | 13 | 8  | 9  | 44 — 30 | 34 | Класс «Б», I зона РСФСР             | Иван Соловьёв       |
| 1964  | 8 (17)  | 32 | 12 | 10 | 10 | 34 — 31 | 34 | Класс «Б», I зона РСФСР             | Иван Соловьёв       |
| 1965  | 6 (18)  | 34 | 14 | 11 | 9  | 34 — 29 | 39 | Класс «Б», I зона РСФСР             | Юрий Людницкий      |
| 1966  | 14 (17) | 32 | 8  | 9  | 15 | 28 — 33 | 25 | Класс «Б», I зона РСФСР             | Владимир Ведерников |
| 1967  | 1 (18)  | 34 | 16 | 10 | 8  | 39 — 19 | 42 | Класс «Б», I зона РСФСР             | Владимир Ведерников |
| 1967  | 5 (5)   | 4  | 1  | 1  | 2  | 3 — 6   | 3  | Полуфинал РСФСР                     | Владимир Ведерников |
| 1968  | 1 (20)  | 38 | 21 | 11 | 6  | 47 — 25 | 53 | Класс «Б», I зона РСФСР             | Владимир Ведерников |
| 1968  | 1 (4)   | 3  | 3  | 0  | 0  | 4 — 1   | 6  | Полуфинал РСФСР                     | Владимир Ведерников |
| 1968  | 4 (6)   | 5  | 1  | 3  | 1  | 2 — 2   | 5  | Финал РСФСР                         | Владимир Ведерников |
| 1969  | 14 (20) | 38 | 11 | 12 | 15 | 26—43   | 34 | Класс «А», II группа, 1-я подгруппа | Владимир Ведерников |
| 1970  | 21 (22) | 42 | 7  | 11 | 24 | 34 — 79 | 25 | II группа «А», II зона              | Владимир Ведерников |
| 1971  | 13 (20) | 38 | 9  | 16 | 13 | 30 — 36 | 43 | Вторая лига, II зона                | Вадим Кублицкий     |
| 1972  | 8 (19)  | 36 | 16 | 6  | 14 | 47 — 48 | 38 | Вторая лига, III зона               | Вадим Кублицкий     |
| 1973  | 18 (18) | 34 | 9  | 2  | 19 | 43 — 54 | 20 | Вторая лига, IV зона                | Вадим Кублицкий     |
| 1974  | 12 (20) | 38 | 15 | 7  | 16 | 47 — 48 | 37 | Вторая лига, II зона                | Виктор Терентьев    |
| 1975  | 15 (20) | 38 | 10 | 10 | 18 | 34 — 50 | 30 | Вторая лига, III зона               | Владимир Болотов    |
| 1976  | 21 (21) | 40 | 5  | 9  | 26 | 28 — 59 | 19 | Вторая лига, III зона               | Владимир Болотов    |
| 1977  | 21 (21) | 40 | 6  | 5  | 29 | 30 — 98 | 17 | Вторая лига, I зона                 | Юрий Марушкин       |
| 1978  | 20 (24) | 46 | 11 | 9  | 26 | 37 — 72 | 31 | Вторая лига, I зона                 | Юрий Марушкин       |
| 1979  | 14 (24) | 46 | 21 | 6  | 19 | 60 — 56 | 48 | Вторая лига, I зона                 | Евгений Сергеев     |
| 1980  | 18 (18) | 34 | 3  | 2  | 29 | 28 — 79 | 8  | Вторая лига, III зона               | Вячеслав Перфильев  |
| 1981  | 4 (17)  | 32 | 17 | 6  | 9  | 47 — 25 | 40 | Вторая лига, I зона                 | Юрий Марушкин       |
| 1982  | 3 (16)  | 30 | 17 | 4  | 9  | 61 — 42 | 38 | Вторая лига, V зона                 | Юрий Марушкин       |
| 1983  | 2 (17)  | 32 | 18 | 7  | 7  | 54 — 34 | 43 | Вторая лига, V зона                 | Юрий Марушкин       |
| 1984  | 4 (18)  | 34 | 20 | 6  | 8  | 61 — 40 | 46 | Вторая лига, V зона                 | Юрий Марушкин       |
| 1985  | 1 (17)  | 32 | 23 | 5  | 4  | 73 — 30 | 51 | Вторая лига, I зона                 | Юрий Марушкин       |
| 1985  | 4 (4)   | 6  | 0  | 2  | 4  | 9 — 19  | 2  | Переходный турнир, группа 3         | Юрий Марушкин       |
| 1986  | 12 (16) | 30 | 8  | 9  | 13 | 37 — 43 | 25 | Вторая лига, V зона                 | Юрий Марушкин       |
| 1987  | 11 (18) | 34 | 11 | 6  | 17 | 34 — 44 | 28 | Вторая лига, V зона                 | Юрий Марушкин       |
| 1988  | 6 (18)  | 34 | 16 | 6  | 12 | 49 — 47 | 38 | Вторая лига, V зона                 | Юрий Марушкин       |
| 1989  | 2 (22)  | 42 | 25 | 10 | 7  | 89 — 48 | 60 | Вторая лига, V зона                 | Юрий Марушкин       |
| 1990  | 9 (22)  | 42 | 18 | 8  | 16 | 59 — 51 | 44 | II лига, зона Центр                 | Юрий Марушкин       |
| 1991  | 11 (22) | 42 | 18 | 5  | 19 | 47 — 50 | 41 | II лига, зона Центр                 | Юрий Марушкин       |

### Кубок СССР
| Сезон     | И | В | Н | П | Голы  | Последний матч                     | Стадия                   | Тренер              |
| --------- | - | - | - | - | ----- | ---------------------------------- | ------------------------ | ------------------- |
| 1961      | 2 | 1 | 0 | 1 | 2 — 2 | Металлург (Череповец), 1:0         | Финал Зоны 1 РСФСР       | Иван Соловьёв       |
| 1962      | 1 | 0 | 0 | 1 | 0 — 3 | Вымпел (Калининград), 0:3          | 1/8 финала Зоны 1 РСФСР  | Иван Соловьёв       |
| 1963      | 3 | 1 | 1 | 1 | 2 — 2 | Волга (Калинин), 1:2               | 1/4 финала Зоны 1 РСФСР  | Иван Соловьёв       |
| 1964      | 3 | 1 | 1 | 1 | 2 — 4 | Звезда (Серпухов), 0:3             | 1/4 финала Зоны 1 РСФСР  | Иван Соловьёв       |
| 1965/1966 | 2 | 1 | 0 | 1 | 3 — 3 | Звезда (Серпухов), 3:2 (дв.)       | 1/4 финала Зоны 1 РСФСР  | Владимир Ведерников |
| 1966/1967 | 2 | 1 | 0 | 1 | 1 — 1 | Локомотив (Калуга), 1:0            | 1/4 финала Зоны 1 РСФСР  | Владимир Ведерников |
| 1967/1968 | 1 | 0 | 0 | 1 | 0 — 1 | Спартак (Белгород), 1:0            | 1/16 финала Зоны 1 РСФСР | Владимир Ведерников |
| 1970      | 1 | 0 | 0 | 1 | 0 — 1 | Металлург (Липецк), 1:0            | 1/4 финала Зоны 2        | Владимир Ведерников |
| 1985/1986 | 1 | 0 | 0 | 1 | 0 — 6 | Даугава (Рига), 6:0                | 1/64 финала              | Юрий Марушкин       |
| 1986/1987 | 1 | 0 | 0 | 1 | 0 — 4 | Закарпатье (Ужгород), 4:0          | 1/64 финала              | Юрий Марушкин       |
| 1990/1991 | 1 | 0 | 0 | 1 | 1 — 1 | Локомотив (Москва), 1:1 (4:5 пен.) | 1/64 финала              | Юрий Марушкин       |

### Кубок РСФСР
| Сезон | И | В | Н | П | Голы  | Последний матч                       | Стадия               | Тренер           |
| ----- | - | - | - | - | ----- | ------------------------------------ | -------------------- | ---------------- |
| 1973  | 1 | 0 | 0 | 1 | 0 — 0 | Волга (Горький), 0:0 (3:4 пен.)      | 4 зона, 1/32 финала  | Юрий Марушкин    |
| 1974  | 1 | 0 | 0 | 1 | 0 — 1 | Искра (Смоленск), 1:0                | 3 зона, 1/32 финала  | Виктор Терентьев |
| 1975  | 1 | 0 | 0 | 1 | 3 — 4 | Машиностроитель (Тула), 4:3 (дв.)    | 3 зона, 1/32 финала  | Владимир Болотов |
| 1976  | 1 | 0 | 0 | 1 | 2 — 2 | Локомотив (Калуга), 2:2 (4:5 пен.)   | 3 зона, 1/16 финала  | Владимир Болотов |
| 1977  | 1 | 0 | 0 | 1 | 0 — 3 | Волга (Калинин), 3:0                 | 1 группа, 1/8 финала | Юрий Марушкин    |
| 1980  | 1 | 0 | 0 | 1 | 0 — 2 | Машук (Пятигорск), 0:2               | 3 зона, 1/32 финала  | Виктор Зимин     |
| 1981  | 3 | 2 | 0 | 1 | 6 — 5 | Знамя труда (Орехово-Зуево), 5:0     | 1 зона, 1/8 финала   | Юрий Марушкин    |
| 1983  | 3 | 2 | 0 | 1 | 6 — 5 | Зоркий (Красногорск), 2:2 (6:5 пен.) | 1 зона, 1/16 финала  | Юрий Марушкин    |
| 1984  | 1 | 0 | 0 | 1 | 1 — 2 | Заря (Калуга), 1:2                   | 1 зона, 1/32 финала  | Юрий Марушкин    |
| 1985  | 3 | 2 | 0 | 1 | 4 — 8 | Красная Пресня (Москва), 6:0         | 1 зона, 1/16 финала  | Юрий Марушкин    |
| 1986  | 1 | 0 | 0 | 1 | 0 — 2 | Авангард (Курск), 2:0                | 3 зона, 1/32 финала  | Юрий Марушкин    |
| 1987  | 3 | 2 | 0 | 1 | 4 — 5 | Динамо (Вологда), 3:0                | 1 зона, 1/16 финала  | Юрий Марушкин    |
| 1988  | 4 | 2 | 1 | 1 | 4 — 4 | Искра (Смоленск), 2:3 (0:2, 1:2)     | 5 зона, Финал        | Юрий Марушкин    |
| 1989  | 3 | 2 | 0 | 1 | 3 — 1 | Балтика (Калининград), +:-           | 1 зона, 1/4 финала   | Юрий Марушкин    |

### Первенство России
| Сезон       | Место   | И  | В  | Н  | П  | Голы    | О  | Лига                                                  | Тренер                                   |
| ----------- | ------- | -- | -- | -- | -- | ------- | -- | ----------------------------------------------------- | ---------------------------------------- |
| 1992        | 14 (22) | 42 | 13 | 12 | 17 | 44 — 60 | 38 | Вторая лига, II зона                                  | Николай Сергеев                          |
| 1993        | 15 (18) | 34 | 11 | 5  | 18 | 37 — 49 | 37 | Вторая лига, III зона                                 | Николай Сергеев                          |
| 1994        | 12 (17) | 32 | 11 | 6  | 15 | 38 — 40 | 28 | Третья лига, II зона                                  | Виктор Зимин                             |
| 1995        | 5 (13)  | 24 | 11 | 8  | 5  | 32 — 16 | 41 | Третья лига, IV зона                                  | Виктор Зимин                             |
| 1996        | 5 (16)  | 30 | 14 | 10 | 6  | 52 — 27 | 52 | Третья лига, IV зона                                  | Виктор Зимин                             |
| 1997        | 13 (19) | 36 | 13 | 7  | 16 | 38 — 42 | 46 | Третья лига, IV зона                                  | Виктор Зимин                             |
| 1998        | 12 (21) | 40 | 14 | 8  | 18 | 44 — 57 | 50 | Второй дивизион, зона Центр                           | Александр Секселев                       |
| 1999        | 5 (19)  | 36 | 18 | 9  | 9  | 51 — 24 | 63 | Второй дивизион, зона Центр                           | Игорь Белонович                          |
| 2000        | 2 (20)  | 38 | 26 | 8  | 4  | 60 — 23 | 86 | Второй дивизион, зона Центр                           | Игорь Белонович                          |
| 2001        | 3 (20)  | 38 | 24 | 10 | 4  | 64 — 23 | 82 | Второй дивизион, зона Центр                           | Валерий Корнеев                          |
| 2002        | 4 (20)  | 38 | 21 | 9  | 8  | 50 — 28 | 72 | Второй дивизион, зона Центр                           | Виктор Зимин                             |
| 2003        | 2 (19)  | 37 | 27 | 2  | 8  | 65 — 28 | 83 | Второй дивизион, зона Центр                           | Игорь Белонович                          |
| 2004        | 15 (22) | 42 | 14 | 13 | 15 | 49 — 51 | 55 | Первый дивизион                                       | Виктор Зимин                             |
| 2005        | 13 (22) | 42 | 13 | 13 | 16 | 44 — 49 | 52 | Первый дивизион                                       | Софербий Ешугов                          |
| 2006        | 9 (22)  | 42 | 17 | 10 | 15 | 42 — 38 | 61 | Первый дивизион                                       | Софербий Ешугов                          |
| 2007        | 8 (22)  | 42 | 16 | 11 | 15 | 49 — 52 | 59 | Первый дивизион                                       | Владимир Сычёв                           |
| 2008        | 21 (22) | 42 | 6  | 4  | 32 | 30 — 81 | 22 | Первый дивизион                                       | Леонид Назаренко                         |
| 2009        | 2 (17)  | 32 | 20 | 9  | 3  | 57 — 22 | 69 | Второй дивизион, зона Центр                           | Сергей Булатов                           |
| 2010        | 14 (20) | 38 | 11 | 11 | 16 | 53 — 54 | 44 | Первый дивизион                                       | Александр Смирнов                        |
| 2011/12     | 6 (20)  | 38 | 17 | 9  | 12 | 48 — 40 | 60 | ФНЛ, первый этап                                      | Валерий Петраков                         |
| 2011/12     | 5 (8)   | 52 | 22 | 12 | 18 | 62 — 57 | 78 | ФНЛ, второй этап                                      | Валерий Петраков                         |
| 2012/13     | 1 (15)  | 28 | 22 | 4  | 2  | 68 — 17 | 70 | ЛФЛ, зона Черноземье                                  | Дмитрий Ларин                            |
| 2013/14     | 5 (16)  | 30 | 14 | 6  | 10 | 35 — 32 | 48 | ПФЛ, зона Центр                                       | Дмитрий Ларин                            |
| 2014/15     | 10 (16) | 30 | 9  | 11 | 10 | 30 — 26 | 38 | ПФЛ, зона Центр                                       | Дмитрий Ларин                            |
| 2015/16     | 9 (14)  | 26 | 8  | 7  | 11 | 22 — 25 | 31 | ПФЛ, зона Центр                                       | Олег Гарин                               |
| 2016/17     | 9 (13)  | 24 | 8  | 6  | 10 | 22 — 19 | 30 | ПФЛ, зона Центр                                       | Юрий Быков                               |
| 2017/18     | 10 (14) | 26 | 10 | 4  | 12 | 33 — 29 | 34 | ПФЛ, зона Центр                                       | Софербий Ешугов, Александр Горбачёв      |
| 2018/19     | 4 (14)  | 26 | 15 | 3  | 8  | 40 — 21 | 48 | ПФЛ, зона Центр                                       | Александр Горбачёв                       |
| 2019/20     | 1 (14)  | 17 | 12 | 3  | 2  | 28 — 11 | 39 | ПФЛ, зона Центр                                       | Александр Горбачёв                       |
| 2020/21     | 20 (22) | 42 | 10 | 5  | 27 | 24 — 66 | 35 | ФНЛ                                                   | Александр Горбачёв, Евгений Перевертайло |
| 2021/22     | 2 (11)  | 20 | 11 | 8  | 1  | 37 — 11 | 41 | ФНЛ-2, группа 3. 1-й этап, подгруппа 2                | Александр Фомичёв                        |
| 2021/22     | 3 (12)  | 22 | 10 | 9  | 3  | 38 — 19 | 39 | ФНЛ-2, группа 3. 2-й этап, подгруппа А                | Александр Фомичёв                        |
| 2021/22     | 3 (12)  | 12 | 7  | 3  | 2  | 21 — 10 | 24 | ФНЛ-2, группа 3. 2-й этап, подгруппа А                | Александр Фомичёв                        |
| 2022/23     | 1 (12)  | 22 | 15 | 4  | 3  | 30 — 9  | 49 | Вторая лига, группа 3. 1-й этап, подгруппа 1          | Александр Фомичёв                        |
| 2022/23     | 2 (12)  | 22 | 11 | 5  | 6  | 25 — 12 | 38 | Вторая лига, группа 3. 2-й этап, подгруппа А          | Александр Фомичёв                        |
| 2022/23     | 2 (12)  | 12 | 7  | 2  | 3  | 19 — 6  | 23 | Вторая лига, группа 3. 2-й этап, подгруппа А          | Александр Фомичёв                        |
| 2023/24     | 9 (10)  | 18 | 6  | 4  | 8  | 18 — 22 | 22 | Вторая лига, дивизион «А», группа «золото». 1-й этап  |                                          |
| 2023/24     | 10 (10) | 18 | 3  | 6  | 9  | 18 — 29 | 15 | Вторая лига, дивизион «А», группа «серебро». 2-й этап |                                          |
| 2024/25     | 5 (10)  | 18 | 5  | 7  | 6  | 22 — 21 | 22 | Вторая лига, дивизион «А», группа «серебро». 1-й этап |                                          |
| 1. 2. 3. 4. |         |    |    |    |    |         |    |                                                       |                                          |

### Кубок России
| Сезон     | И | В | Н | П | Голы   | Последний матч                               | Стадия                       | Тренер             |
| --------- | - | - | - | - | ------ | -------------------------------------------- | ---------------------------- | ------------------ |
| 1992/93   | 2 | 1 | 0 | 1 | 2 — 0  | Атоммаш (Волгодонск), -:+ (г)                | 1/128 финала                 | Николай Сергеев    |
| 1994/95   | 2 | 1 | 0 | 1 | 0 — 2  | Кристалл (Смоленск), 0:2 (г)                 | 1/128 финала                 | Виктор Зимин       |
| 1995/96   | 1 | 0 | 0 | 1 | 0 — 1  | Турбостроитель (Калуга), 0:1 (г)             | 1/256 финала                 | Виктор Зимин       |
| 1996/97   | 4 | 3 | 0 | 1 | 8 — 4  | Шинник (Ярославль), 2:3 (д)                  | 1/32 финала                  | Виктор Зимин       |
| 1997/98   | 2 | 1 | 0 | 1 | 5 — 5  | ЦСК ВВС-Кристалл (Смоленск), 3:5 (г)         | 1/64 финала                  | Виктор Зимин       |
| 1998/99   | 2 | 1 | 0 | 1 | 1 — 8  | Металлург (Липецк), 1:8 (г)                  | 1/64 финала                  | Александр Секселев |
| 1999/2000 | 2 | 1 | 0 | 1 | 2 — 1  | Дон (Новомосковск), 1:1 (1:3 пен.; г)        | 1/128 финала                 | Игорь Белонович    |
| 2000/01   | 1 | 0 | 0 | 1 | 1 — 2  | Локомотив (Калуга), 1:2 (дв.; г)             | 1/256 финала                 | Игорь Белонович    |
| 2001/02   | 1 | 0 | 0 | 1 | 0 — 0  | Орёл, 0:0 (1:4 пен.; г)                      | 1/256 финала                 | Валерий Корнеев    |
| 2002/03   | 1 | 0 | 0 | 1 | 0 — 0  | Орёл, 0:0 (7:8 пен.; д)                      | 1/256 финала                 | Виктор Зимин       |
| 2003/04   | 1 | 0 | 0 | 1 | 1 — 2  | Орёл, 1:2 (г)                                | 1/256 финала                 | Игорь Белонович    |
| 2004/05   | 3 | 1 | 0 | 2 | 1 — 6  | Торпедо (Москва), 0:4 (0:2 (д), 0:2 (г))     | 1/16 финала                  | Виктор Зимин       |
| 2005/06   | 3 | 1 | 1 | 1 | 2 — 5  | Динамо (Москва), 0:4 (0:0 (д), 0:4 (г))      | 1/16 финала                  | Софербий Ешугов    |
| 2006/07   | 8 | 3 | 3 | 2 | 7 — 5  | Москва, 1:2 (1:1 (д), 0:1 (г))               | 1/2 финала                   | Софербий Ешугов    |
| 2007/08   | 2 | 1 | 0 | 1 | 2 — 4  | Зенит (Санкт-Петербург), 1:4 (д)             | 1/16 финала                  | Владимир Сычёв     |
| 2008/09   | 2 | 1 | 0 | 1 | 1 — 2  | Спартак (Москва), 1:2                        | 1/16 финала (д)              | Леонид Назаренко   |
| 2009/10   | 1 | 0 | 0 | 1 | 0 — 1  | Русичи (Орёл), 0:1 (г)                       | 1/128 финала                 | Сергей Булатов     |
| 2010/11   | 1 | 0 | 0 | 1 | 0 — 1  | Металлург (Липецк), 0:1 (г)                  | 1/32 финала                  | Александр Смирнов  |
| 2011/12   | 3 | 2 | 0 | 1 | 5 — 3  | Зенит (Санкт-Петербург), 0:2 (г)             | 1/8 финала                   | Валерий Петраков   |
| 2012/13   | 2 | 1 | 0 | 1 | 2 — 3  | Химик (Новомосковск), 2:3 (1:3 (д), 0:1 (г)) | 1/8 финала Зоны «Черноземье» | Дмитрий Ларин      |
| 2013/14   | 2 | 1 | 0 | 1 | 0 — 2  | Авангард (Курск), 0:2 (г)                    | 1/128 финала                 | Дмитрий Ларин      |
| 2014/15   | 2 | 1 | 0 | 1 | 4 — 3  | Коломна (Коломна), 0:3 (г)                   | 1/64 финала                  | Дмитрий Ларин      |
| 2015/16   | 4 | 2 | 0 | 2 | 2 — 2  | Локомотив (Лиски), 0:1 (д)                   | Матч за выход в 1/32 финала  | Олег Гарин         |
| 2016/17   | 2 | 1 | 0 | 1 | 2 — 2  | Торпедо (Москва), 0:2 (г)                    | 1/64 финала                  | Юрий Быков         |
| 2017/18   | 3 | 2 | 0 | 1 | 4 — 2  | Авангард (Курск), 0:1 (д)                    | 1/32 финала                  | Софербий Ешугов    |
| 2018/19   | 3 | 2 | 0 | 1 | 3 — 3  | Авангард (Курск), 1:3 (д)                    | 1/32 финала                  | Александр Горбачёв |
| 2019/20   | 1 | 0 | 0 | 1 | 0 — 1  | Калуга, 0:1 (д)                              | 1/128 финала                 | Александр Горбачёв |
| 2020/21   | 3 | 1 | 0 | 2 | 1 — 3  | Тамбов, 0:2 (д)                              | Групповой этап (1/32)        | Александр Горбачёв |
| 2021/22   | 4 | 1 | 1 | 2 | 4 — 11 | Арсенал (Тула), 1:6 (д)                      | Групповой этап (1/32)        | Александр Фомичёв  |
| 2022/23   | 4 | 2 | 1 | 1 | 6 — 2  | Уфа, 0:1 (г)                                 | 1/16 финала пути регионов    | Александр Фомичёв  |
| 2023/24   | 1 | 1 | 1 | 1 | 4 — 4  | Шинник, 1:3 (д)                              | 1/32 финала пути регионов    | Александр Фомичёв  |
| 2024/25   | 1 | 0 | 0 | 1 | 0 — 4  | Рязань, 0:4 (г)                              | 2-й раунд пути регионов      |                    |

Примечания. Технические победы и поражения в таблице не меняют показатели забитых и пропущенных мячей; «д» — дома, «г» — в гостях.
Легенда
| — Первая по уровню лига страны — в борьбу за кубок вступают команды первой по уровню лиги страны — Вторая по уровню лига страны — в борьбу за кубок вступают команды второй по уровню лиги страны — Третья по уровню лига страны — в борьбу за кубок вступают команды третьей по уровню лиги страны — Четвёртая по уровню лига страны — в борьбу за кубок вступают команды четвёртой по уровню лиги страны |

### Статистика выступлений
За период с 1960 по 2016 года в первенствах СССР и России проведено 2046 матчей, в которых одержано 809 побед, 467 игр сведено вничью и в 770 раз команда терпела поражение. Соотношение забитых и пропущенных мячей: 2549—2465. Рекордсмены клуба по количеству проведённых матчей в первенствах СССР и России — Владимир Сычёв (470), Виктор Лагутин (450).

## Достижения

### Первенство СССР
Чемпионат Брянской области
- Победитель: 1959
- Серебряный призёр (4): 1955, 1956, 1957, 1958
- Бронзовый призёр: 1946

Кубок Брянской области
- Обладатель: 1947

Класс «Б» СССР
- Победитель (2): 1967, 1968

Вторая лига СССР
- Победитель: 1985
- Серебряный призёр (2): 1983, 1989
- Бронзовый призёр: 1982

### Первенство России
Второй дивизион
- Победитель: 2019/2020
- Серебряный призёр (4): 2000, 2003, 2009, 2022/23
- Бронзовый призёр (2): 2001, 2021/22

Кубок России
- Полуфиналист: 2006/07

Третий дивизион
- Победитель: 2012/13

## Состав
| 1  | Флаг России | Вр  | Тимур Акмурзин     | 1997 |  |  |  |  |  |
| 13 | Флаг России | Вр  | Артем Ермаков      | 2005 |  |  |  |  |  |
| 16 | Флаг России | Вр  | Данила Чувасов     | 2002 |  |  |  |  |  |
|    |             |     |                    |      |  |  |  |  |  |
| 3  | Флаг России | Защ | Никита Маньков     | 2000 |  |  |  |  |  |
| 4  | Флаг России | Защ | Дмитрий Осипов     | 1996 |  |  |  |  |  |
| 5  | Флаг России | Защ | Евгений Шляков     | 1991 |  |  |  |  |  |
| 10 | Флаг России | Защ | Владислав Дрогунов | 1996 |  |  |  |  |  |
| 12 | Флаг России | Защ | Алексей Берлиян    | 2005 |  |  |  |  |  |
| 25 | Флаг России | Защ | Даниил Фомичев     | 2003 |  |  |  |  |  |
| 26 | Флаг России | Защ | Темур Мустафин     | 1995 |  |  |  |  |  |
| 27 | Флаг России | Защ | Ильнур Габдуллин   | 2003 |  |  |  |  |  |
|    |             |     |                    |      |  |  |  |  |  |
| 2  | Флаг России | ПЗ  | Матвей Зимонин     | 2004 |  |  |  |  |  |
| 6  | Флаг России | ПЗ  | Кирилл Клюжев      | 2005 |  |  |  |  |  |
| 8  | Флаг России | ПЗ  | Егор Сайгушев      | 2003 |  |  |  |  |  |
| 9  | Флаг России | ПЗ  | Хайдар Халилов     | 2003 |  |  |  |  |  |
| 11 | Флаг России | ПЗ  | Илья Гоманюк       | 2000 |  |  |  |  |  |

| 15 | Флаг России | ПЗ  | Александр Новиков | 2002 |  |  |  |  |  |
| 17 | Флаг России | ПЗ  | Кирилл Волович    | 2005 |  |  |  |  |  |
| 18 | Флаг России | ПЗ  | Олег Шалаев       | 1992 |  |  |  |  |  |
| 19 | Флаг России | ПЗ  | Артем Ямангулов   | 2003 |  |  |  |  |  |
| 20 | Флаг России | ПЗ  | Дмитрий Пикатов   | 1996 |  |  |  |  |  |
| 21 | Флаг России | ПЗ  | Ярослав Фролов    | 2000 |  |  |  |  |  |
| 24 | Флаг России | ПЗ  | Роман Самсоненко  | 2007 |  |  |  |  |  |
| 29 | Флаг России | ПЗ  | Ильнур Бадртдинов | 2001 |  |  |  |  |  |
| 30 | Флаг России | ПЗ  | Андрей Якушин     | 2003 |  |  |  |  |  |
|    |             |     |                   |      |  |  |  |  |  |
| 7  | Флаг России | Нап | Александр Шлёнкин | 2000 |  |  |  |  |  |
| 14 | Флаг России | Нап | Максим Ковзиков   | 2007 |  |  |  |  |  |
| 22 | Флаг России | Нап | Богдан Зятенков   | 2006 |  |  |  |  |  |
| 23 | Флаг России | Нап | Арсений Аввакумов | 2009 |  |  |  |  |  |
| 28 | Флаг России | Нап | Артем Карпекин    | 2006 |  |  |  |  |  |
| 32 | Флаг России | Нап | Андрей Козлов     | 1989 |  |  |  |  |  |

## Руководство клуба
| Должность                                      | Имя                              |
| Президент                                      | Солонкин Алексей Алексеевич      |
| Куратор клуба в Правительстве Брянской области | Амеличев Денис Николаевич        |
| Исполнительный директор                        | Козлов Андрей Владимирович       |
| Зам. исполнительного директора                 | Митт Дмитрий Юрьевич             |
| Зам. исполнительного директора по безопасности | Бородулин Геннадий Викторович    |
| Руководитель коммерческого отдела              | Кальченко Станислав Евгеньевич   |
| Директор ФА «Динамо-Брянск»                    | Шелютов Евгений Евгеньевич       |
| Специалист по работе с болельщиками            | Живанова Владислава Валерьевна   |
| Пресс-атташе                                   | Трушкин Андрей Сергеевич         |
| Видеооператор                                  | Перепёлкин Вячеслав Вячеславович |
| Специалист Пресс-службы                        | Пищулин Леонид Геннадьевич       |

## Тренерский и административный состав
| Должность                         | Имя                   | Имя                |
| Должность                         | Основная команда      | Молодёжная команда |
| Главный тренер                    | Александр Фомичёв     | Евгений Шелютов    |
| Старший тренер                    | Ярослав Мочалов       | Сергей Метелица    |
| Тренер вратарей                   | Руслан Желтоноженко   | Дмитрий Дурнев     |
| Начальник команды / администратор | Евгений Синица        | Леонид Гончаров    |
| Врач по спортивной медицине       | Александр Костюченков | Владимир Синицкий  |
| Массажист                         | Альберт Попов         |                    |

## Список тренеров
| Григорий Пимашкин (игр. тр.) | 1931—1941  |
| Иосиф Мочанис                | 1945—1960  |
| Илья Бизюков                 | 1960       |
| Иван Соловьёв                | 1961       |
| Владимир Ильин               | 1962—1964  |
| Юрий Людницкий               | 1965—1966  |
| Владимир Ведерников          | 1967—1970  |
| Вадим Кублицкий              | 1971—1972  |
| Юрий Марушкин (игр. тр.)     | 1973       |
| Виктор Терентьев             | 1974       |
| Владимир Болотов             | 1975—1976  |
| Юрий Марушкин                | 1977—1978  |
| Лев Дроздов                  | 1979       |
| Евгений Сергеев              | 1979—1980  |
| Виктор Зимин                 | 1980       |
| Юрий Марушкин                | 1981—1990  |
| Вячеслав Перфильев           | 1991       |
| Николай Сергеев              | 1992—1993  |
| Виктор Зимин                 | 1994—1997  |
| Александр Секселев           | 1997—1998  |
| Игорь Белонович              | 1999—2000  |
| Валерий Корнеев              | 2000—2001  |
| Виктор Зимин                 | 2001—2002  |
| Игорь Белонович              | 2003       |
| Корней Шперлинг              | 2004       |
| Виктор Зимин                 | 2004       |
| Игорь Белонович              | 2004—2005  |
| Софербий Ешугов              | 2005—2007  |
| Владимир Сычёв (и. о.)       | 2007       |
| Андрей Чернышов              | 2007—2008  |
| Леонид Назаренко             | 2008       |
| Сергей Булатов               | 2009       |
| Сергей Овчинников            | 2010       |
| Александр Смирнов            | 2010—2011  |
| Валерий Петраков             | 2011—2012  |
| Дмитрий Ларин                | 2012—2015  |
| Олег Гарин                   | 2015—2016  |
| Юрий Быков                   | 2016—2017  |
| Софербий Ешугов              | 2017       |
| Александр Горбачёв           | 2018—2020  |
| Евгений Перевертайло         | 2021       |
| Александр Фомичёв            | 2021—2024  |
| Константин Синеоков          | 2024       |
| Андрей Канчельскис           | 2025—н. в. |

## Футболисты «Динамо» в сборных
Полный список игроков клуба «Динамо» Брянск, о которых есть статьи в Википедии, см. здесь
Футболисты «Динамо» в сборных командах СССР, РСФСР, высшей и первых лиг:
- Владимир Астаповский
- Владимир Абрамов
- Николай Сергеев
- Валерий Петраков
- Вячеслав Новиков
- Валерий Сидоренко
- Сергей Троицкий
- Виталий Нидбайкин
- Валерий Корнеев
- Геннадий Шугаев